# 1964-es magyar tekebajnokság
Az 1964-es magyar tekebajnokság a huszonhatodik magyar bajnokság volt. A bajnokságot június 6. és 7. között rendezték meg Tatabányán, a férfiakét a Bányász pályáján, a nőkét a Tárna utcai pályán.

## Eredmények
| Versenyszám  | Arany                          | Arany | Ezüst                         | Ezüst | Bronz                            | Bronz |
| ------------ | ------------------------------ | ----- | ----------------------------- | ----- | -------------------------------- | ----- |
| Férfi egyéni | Szabó József Bp. Előre         | 915   | Feltein István Pápai Textiles | 910   | ifj. Varga János Győri Vasas ETO | 876   |
| Női egyéni   | Nádas Kálmánné Magyar Likőr SK | 429   | Kustán Jánosné Csepel SC      | 402   | Steckl Teréz Magyar Likőr SK     | 400   |